# Никандър
 Тази статия е за старогръцкият поет.  За християнския светец със същото име вижте Никандър Мирски.  
Никандър (Никандър от Колофон, на гръцки: Níkandros, Νίκανδρος ὁ Κολοφώνιος; * 197? пр.н.е. в Колофон, Йония; † 130? пр.н.е. в Пергам?) е старогръцки поет, лекар и граматик от средата на 2 век пр.н.е. Живее по времето на Атал II и в двореца на Атал III, царете на Пергам.
Роден е в Кларос, близо до Колофон, в семейството на жреца на Аполон. Баща му се казвал Дамей (Damaeus).
Днес са запазени две негови дидактични поеми – „Териака“ (Theriacá, от 958 хекзаметъра) и „Алексифармака“ (Alexiphármaca, от 630 хекзаметъра). В първата са описани лечението и лекарствените средства против ухапвания от отровни животни, а във втората — при хранителни отравяния.
Известно е, че Никандър е автор и на недостигналите до нас „Прогностика“ (Prognosticá), която е стихотворен вариант на едноименното съчинение на Хипократ; „Георгика“ (Georgicá), по-късно подражавана от Вергилий и една поема с неизвестно име, която Овидий използва за образец за своите „Метаморфози“.